# 福江島

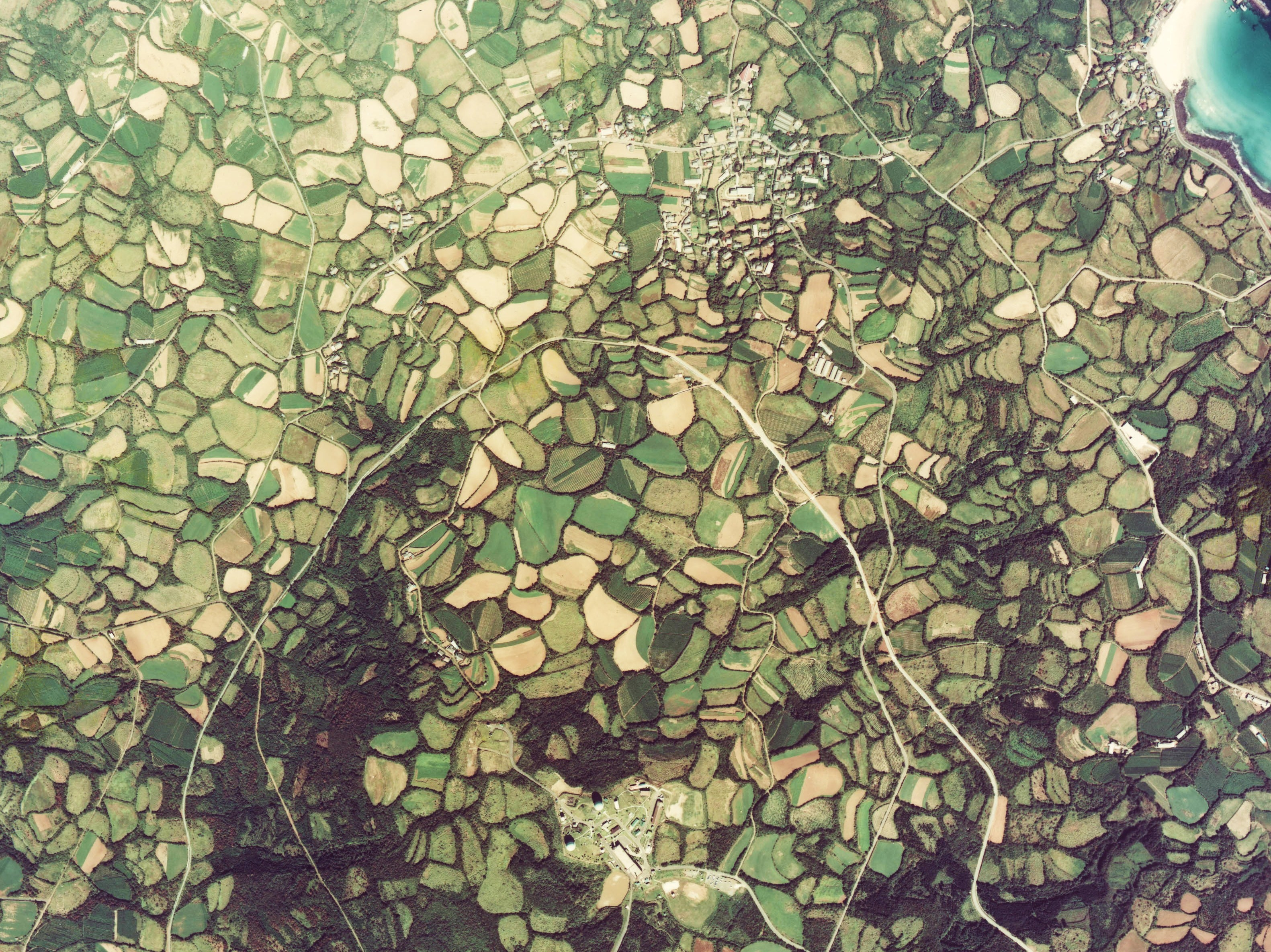
福江島北西部（三井楽）の溶岩台地に広がる、五島列島特有の円畑（まるはた）

福江島（ふくえじま）は、長崎県西方沖の五島列島を構成する島の一つ。行政区分は長崎県五島市に属する。南に離れた男女群島を除けば五島列島の南西端に位置する。島の面積326.43km2は五島列島最大、日本国内では11番目の面積を持っている。
2021年12月現在では、人口33,008人となっている。

## 自然

### 地理・地形
南西部の玉之浦や東部の岐宿、福江はリアス式海岸で、複雑な海岸線をもつ。西側の外洋（東シナ海）に面した地域では海食崖がよく発達する。湾は富江湾、玉之浦湾、岐宿湾、半島は富江半島、三井楽半島などがある。また、島の各所に砂浜があり、海水浴場として利用されている。

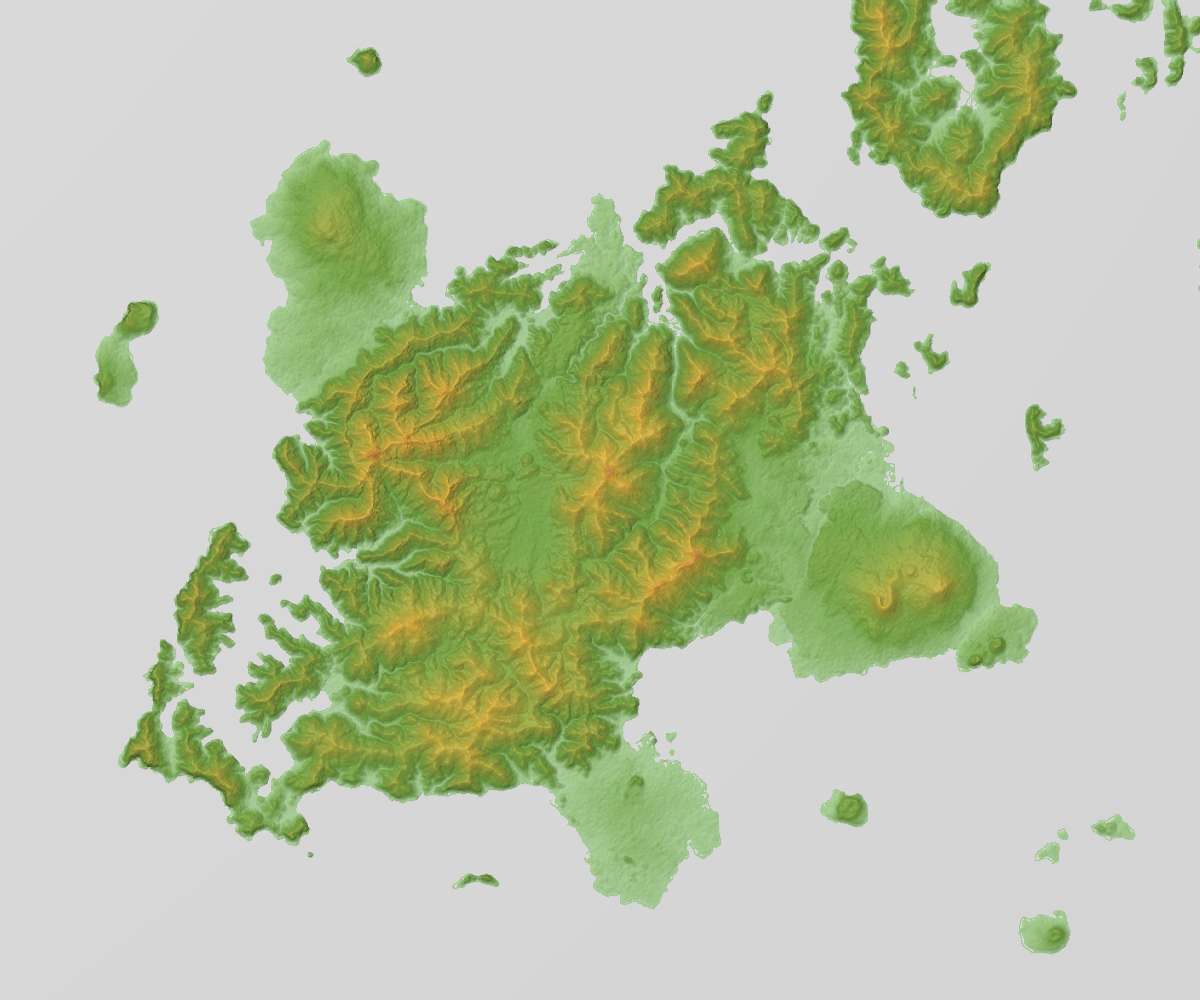
福江島の地形図

島の中央部には花崗岩と沖積層（湖成層）からなる山内盆地があり、その周囲を新第三紀層の五島層群や流紋岩などで形成された標高200-400m台の山地が囲まれている。最高峰は西部にある標高461mの父ヶ岳（ててがたけ）である。海岸に近い福江や富江、三井楽、岐宿にはそれぞれ玄武岩質の火山と溶岩台地が広がっている。これらの山には、福江川、一の川、浦ノ川、鰐川、大川原川、中須川などの川によって谷が刻まれる。
周囲には、北東に久賀島、東には多々良島、屋根尾島、蠑螺島、東の沖には椛島やツブラ島、南に赤島、黄島、黒島、西に島山島や嵯峨ノ島、北西に姫島など多くの島がある。

### 気候と生物相
対馬海流の影響もあり、温暖多雨の亜熱帯海洋性気候である。
植物ではクワズイモやショウベンノキなどの自生北限である他、九州本土では珍しいサキシマフヨウやハマジンチョウの自生地もある。動物では、タカの一種ハチクマの渡りの中継地として知られる他、昆虫類では他地域から隔絶しているため固有亜種となっているものもいる。
ただし温暖な気候が災いしてタイワンリスが外来種として侵入し、問題にもなっている。また、玉之浦の島山島に生息していたキュウシュウジカ（ニホンジカ）も橋を渡って福江島に侵入し、分布を広げている。太平洋戦争前に絶滅したとされていたイノシシが2009年から目撃されるようになった。久賀島や中通島から泳いで渡ってきた可能性があり、駆除が行われている。

## 交通
島の南東部には福江港があり、長崎市や五島列島各島を繋ぐ海上交通の中心地となっている。長崎港からはジェットフォイルで約85分、フェリーで約3時間30分。博多港からのフェリー航路もある（約9時間）。また福江の南西に福江空港が位置し、長崎空港、福岡空港から空路を利用することができる。夏期には関西国際空港からの直行便を利用することもできる。
島内では五島自動車（五島バス）により路線バス・定期観光バスが運行されている。

## 観光

### 城郭

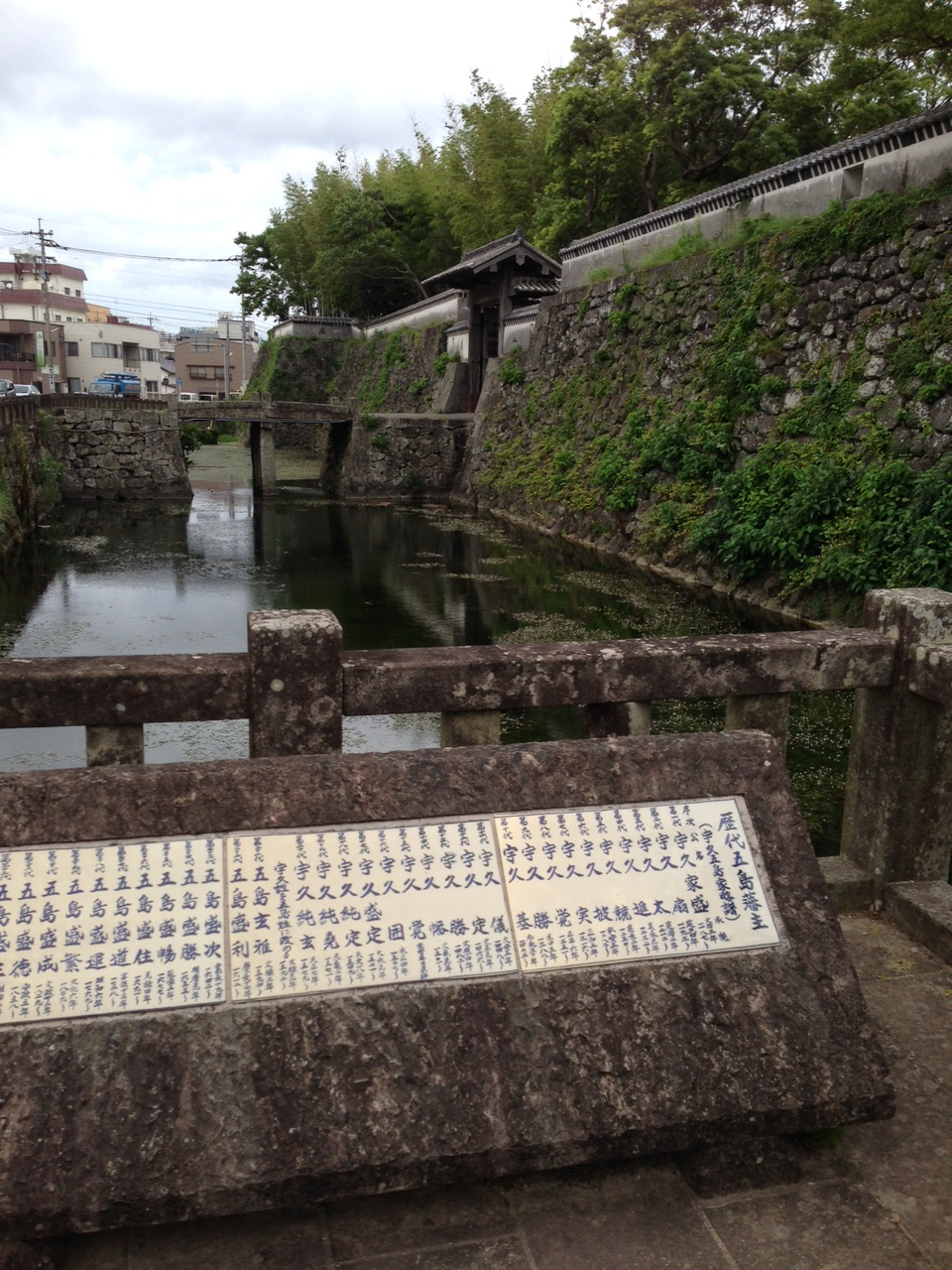
石田城正門と内堀

- 石田城
- 富江陣屋
- 江川城（跡地碑のみ）

### 寺社
- 西方寺（五島市玉之浦町玉之浦805） - 本堂は楠一本だけで建てられたことで有名。
- 大円寺（五島市大円寺町1-1） - 福江藩五島氏菩提寺。
- 城山神社（五島市池田町2-4） - 福江藩五島氏初代合祀。

### 教会

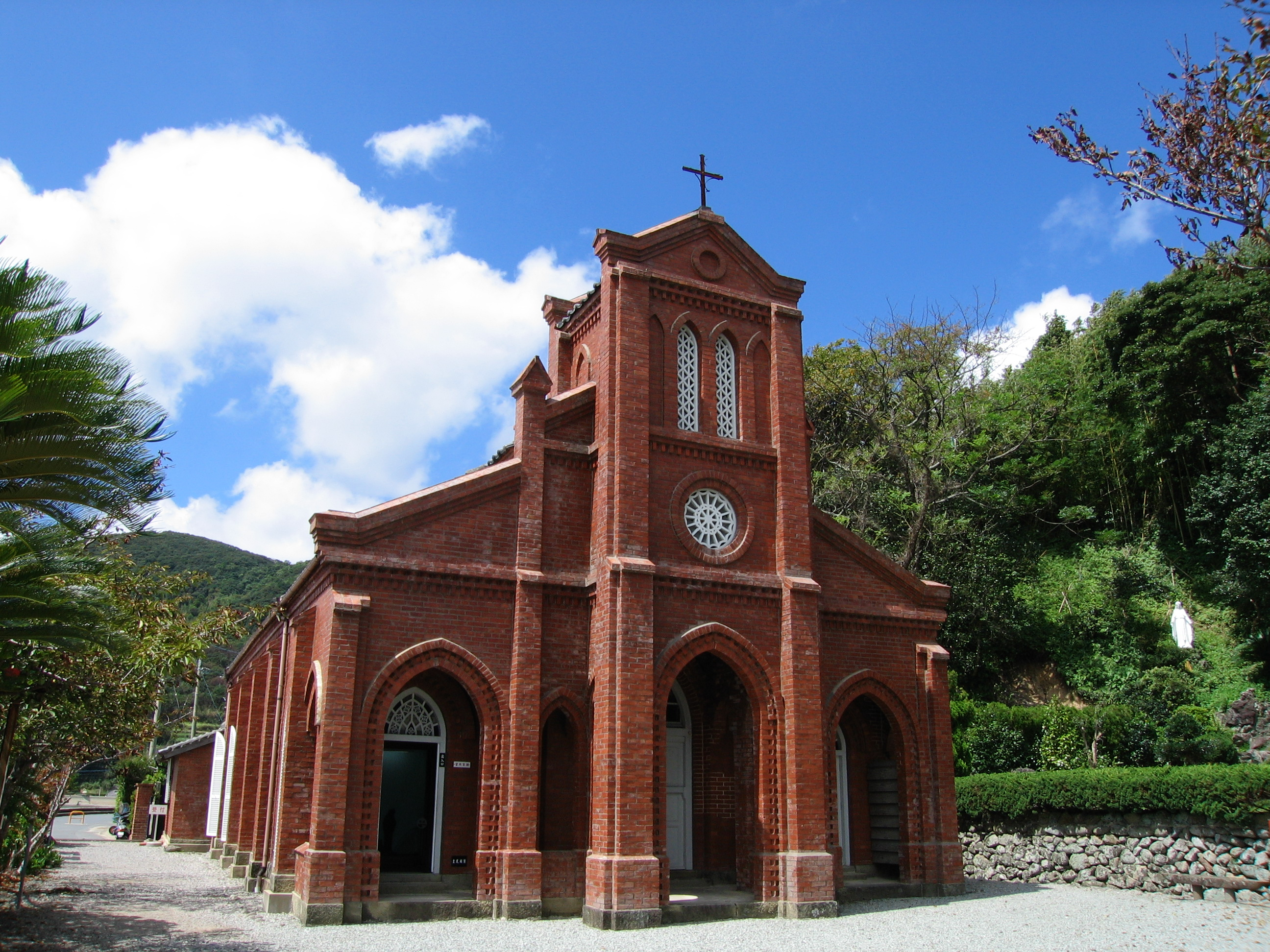
堂崎天主堂

福江島には以下に示す主な教会を含め、14か所のカトリック教会が存在する。福江島では、列聖調査中のドミンゴス中村長八神父が生まれ育ち、カトリック司祭の召命を受けたという。
- 福江教会（五島市末広町3-6）
- 堂崎天主堂（五島市奥浦町堂崎2019）
- 水ノ浦教会（五島市岐宿町岐宿1644）
- 楠原教会（五島市岐宿町楠原736-3）
- 三井楽教会（五島市三井楽町岳郷1420）
- 井持浦教会（五島市玉之浦町玉之浦1243） - 日本最古かつ最大のルルドを有する。旧教会堂は五島地域最古のレンガ教会であったが昭和62年（1987年）の台風で被害を受け建て替えられた。

### 中国との交易関連

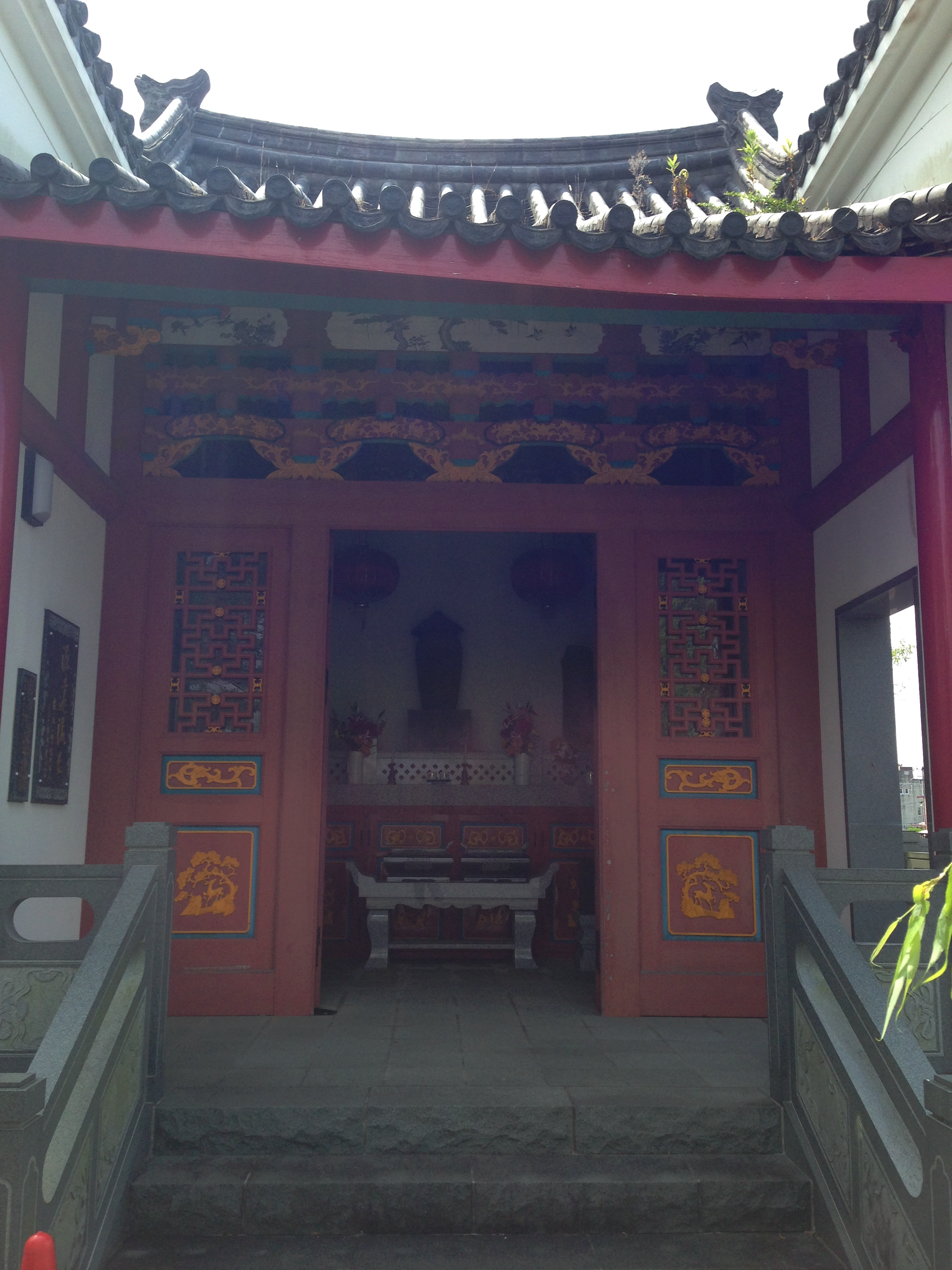
明人堂

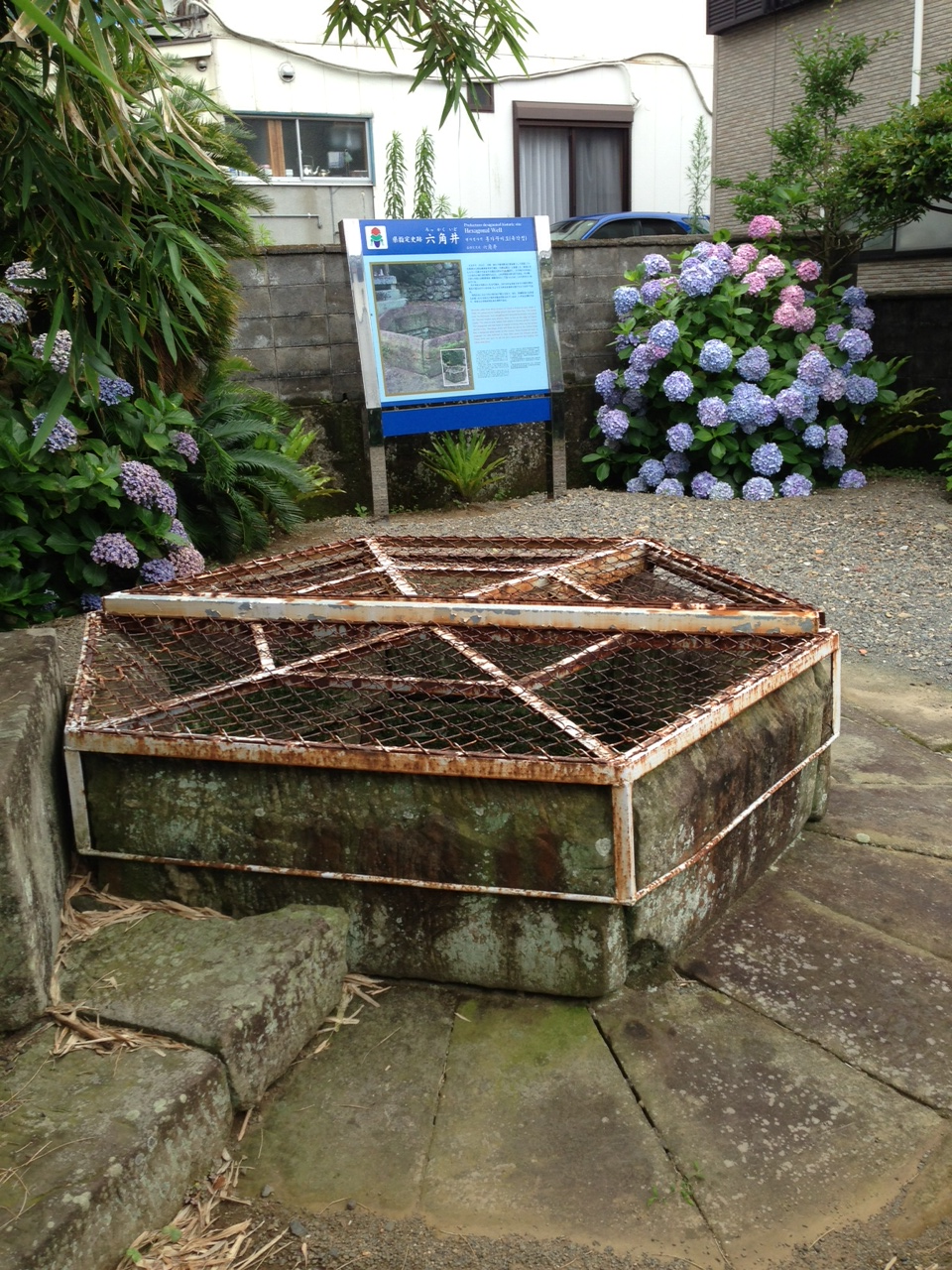
六角井

福江島は、かつて中国との航海の際の寄港地となっていて、特に五島列島から東シナ海を横断して中国大陸へ渡航する遣唐使船が最後に碇泊する島であった。
- 明人堂 - 1540年にやってきた明からの貿易商人（倭寇）、王直が航海の無事を願った場所の跡地とされる。
- 六角井 - 王直が居住地に明の方式を用いて掘った井戸。
- 遣唐使ふるさと館
- 魚津ヶ崎公園（ぎょうがさきこうえん） - 遣唐使が日本で最後に寄泊したという公園。

### 自然の名所

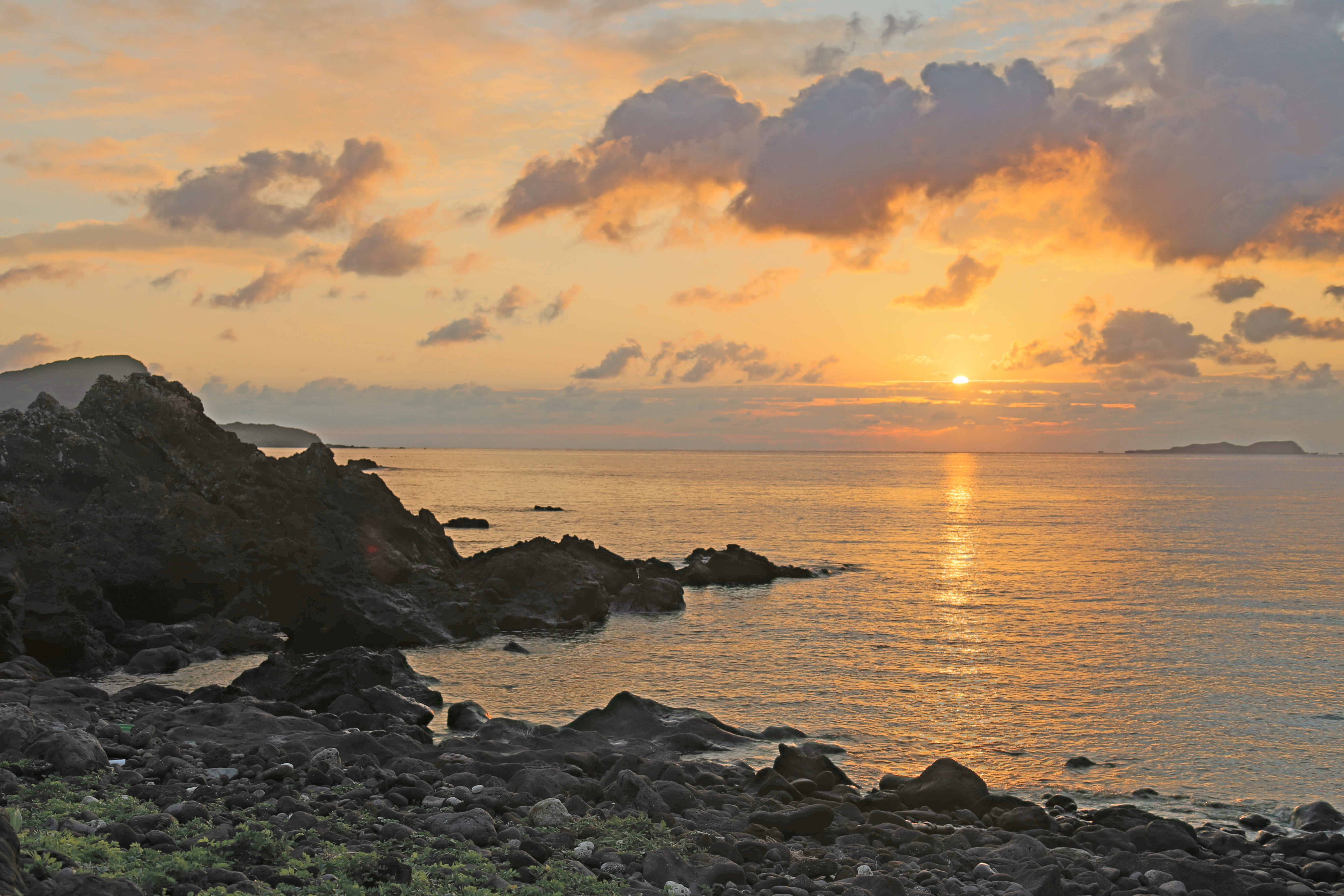
五島列島　鐙瀬海岸の日出

- 福江火山群 - 活火山に指定されている。有史以来、記録に残る火山活動はない。最新の活動は2,000～3,000年前。
  - 鬼岳火山群 - 福江火山群の一部、島の南東部にある玄武岩質の火山群。鬼岳（315m）・火岳・城岳・箕岳・臼岳が属する。福江島の代表的な山で、市街地に近いこともあり親しまれている。山頂付近は芝生に覆われ、火山噴出物ペレーの涙も産出する。
- 大瀬崎断崖 - 福江島最西端の断崖。日本の夕陽百選に選ばれた。大瀬埼灯台「白亜の灯台」は日本一明るい灯台で、日本の灯台50選にも選ばれている。
- 鐙瀬（あぶんぜ）熔岩海岸 - 鬼岳が噴火して溶岩が海に流れ込んだもの。 鐙瀬ビシターセンターがある。
- ドンドン渕 - 五島列島で最大の滝。

### 温泉
- 鬼岳温泉 - 総合レジャー施設「五島コンカナ王国」内にある。湯は鉄分を含むため茶色である。
- 富江温泉 - プールやトレーニングルームが併設している。
- 荒川温泉

### 海水浴場
白い貝殻砂の砂浜が多く、水質も良い。ヤングマガジン27号における沢口愛華のグラビア撮影場所にも採用された。
旧福江市
- 六方（むかた）海水浴場[9]
- 香珠子（こうじゅし）海水浴場 - 天然塩工房窯、五島椿物産館などが隣接[10]。
- 大浜海水浴場 - マリンスポーツが盛ん。

富江町
- 多郎島海水浴場 - 「さんさん富江キャンプ村」に隣接している人工海浜。

岐宿町
- 浜田海水浴場 - 魚津ヶ崎キャンプ場近在[9]。

三井楽町
- 白良ヶ浜（しららがはま）海水浴場
- 頓泊（とんとまり）海水浴場 - 高浜と同じ入り江の南隣にある遠浅の砂浜。潮が引くと数百mにわたって平坦な砂浜が広がる。下記高浜と共に福江島の代表的海浜[11]。
- 高浜海水浴場 - 頓泊より傾斜が高く、草地に連続している。日本の渚100選、快水浴場100選に選出[10]。

玉之浦町
- 小浦海水浴場 - 玉之浦湾内に所在、カヌー体験が可能[9]。熱帯魚などを放流している。人工海浜。

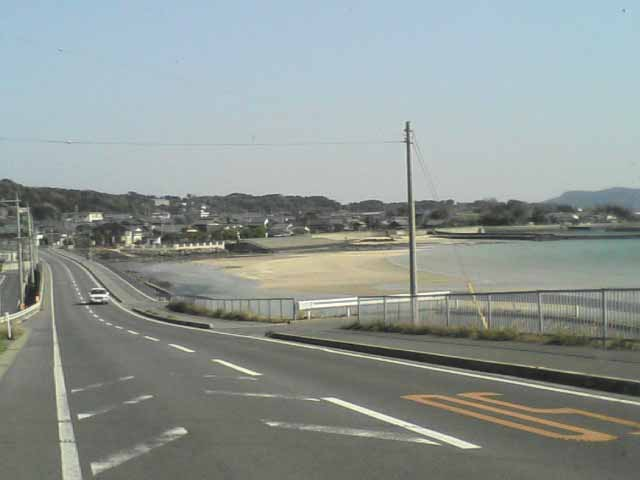
大浜海水浴場
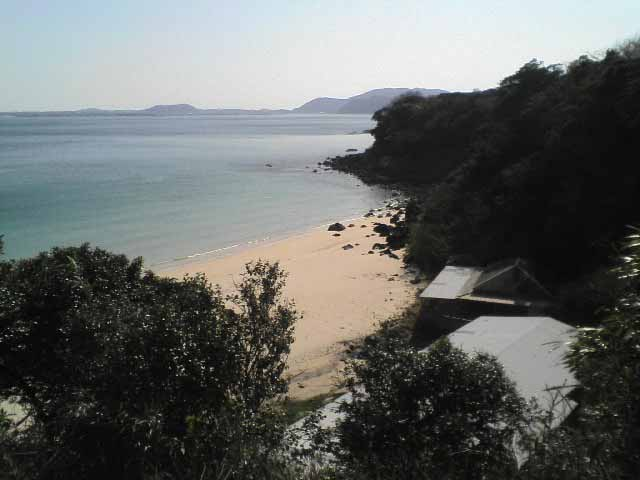
香珠子海水浴場
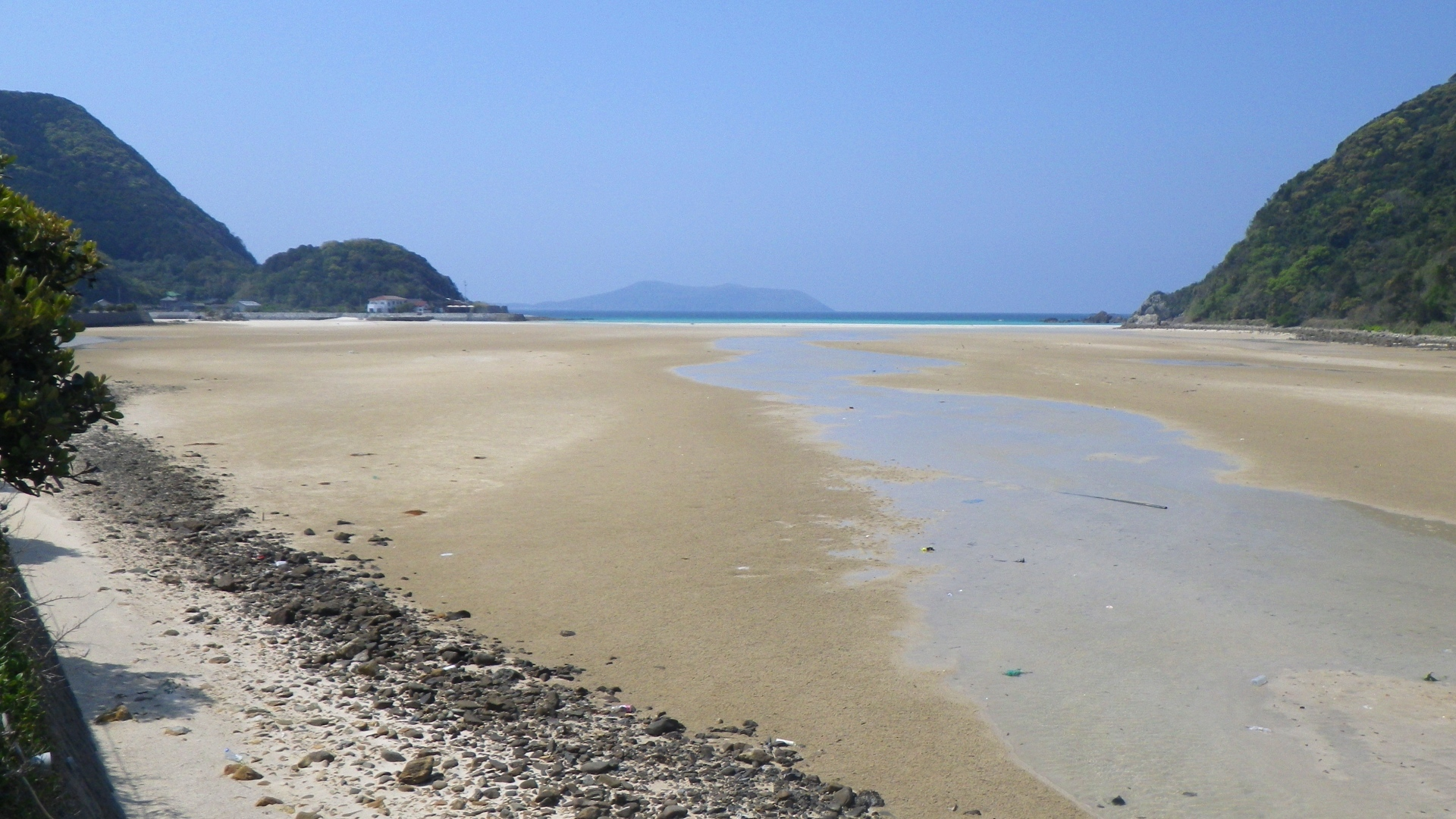
頓泊海水浴場

## 出身・ゆかりのある人物
出身
- 久保勘一（元長崎県知事、元参議院議員）
- 谷川弥一（元衆議院議員）
- 山田正彦（元衆議院議員）
- 虎島和夫（第64代防衛庁長官、元衆議院議員）
- 田上富久（元長崎市長）
- 中尾郁子（元五島市長）
- 松園尚巳（ヤクルト本社元社長、東京ヤクルトスワローズ元オーナー）
- 藤原謙次（元ローソン社長、元ファンケル社長）
- 榊英雄（俳優、映画監督）
- ドミンゴス中村長八神父
- 川口春奈
- 川崎寛司
- 時津風正博

ゆかりのある人物
- 田村淳（お笑いタレント） - 父が福江島出身